# Форт Депозит (Алабама)
Форт Депозит (енгл. Fort Deposit) град је у америчкој савезној држави Алабама. По попису становништва из 2010. у њему је живело 1.344 становника.

## Демографија
Према попису становништва из 2010. у граду је живело 1.344 становника, што је 74 (5,8%) становника више него 2000. године.
| Група             | 2000.       | 2010.         |
| Белци             | 397 (31,3%) | 315 (23,4%)   |
| Афроамериканци    | 866 (68,2%) | 1.015 (75,5%) |
| Азијати           | 0 (0,0%)    | 2 (0,1%)      |
| Хиспаноамериканци | 6 (0,5%)    | 6 (0,4%)      |
| Укупно            | 1.270       | 1.344         |